# Championnat de Chypre de football 1967-1968
Navigation
Saison précédente Saison suivante
La saison 1967-1968 du Championnat de Chypre de football était la 30e édition officielle du championnat de première division à Chypre. Les douze meilleurs clubs du pays se retrouvent au sein d'une poule unique, la Cypriot First Division, où ils s'affrontent 2 fois, à domicile et à l'extérieur. En fin de saison, le dernier du classement est relégué en deuxième division et remplacé par le champion de D2.
C'est le club de l'AEL Limassol qui remporte le 5e titre de champion de Chypre de son histoire après avoir fini en tête du championnat. L'AEl devance l'Omonia Nicosie de 4 points et le Pezoporikos Larnaca se classe 3e à 7 point. Le tenant du titre, l'Olympiakos Nicosie,a pris part au championnat grec, qu'ils ont terminé à la 17e place : ils retrouveront le championnat chypriote la saison prochaine.
Comme la saison dernière, l'AEL Limassol, vainqueur du championnat, obtient le droit de participer au Championnat de Grèce de football, au même titre que n'importe quel club grec (en cas de relégation sportive, il retrouve la première division chypriote).

## Les 12 clubs participants
| - ASIL Lysi - Promu de D2 - AEL Limassol - Olympiakos Nicosie - Omonia Nicosie - Aris Limassol - EPA Larnaca | - Alki Larnaca - Pezoporikos Larnaca - Anorthosis Famagouste - Nea Salamina - Apollon Limassol - AE Paphos |

## Compétition

### Classement
Le barème utilisé pour établir le classement est le suivant :
- Victoire : 2 points
- Match nul : 1 point
- Défaite : 0 point

| Rang | Équipe                | Pts | J  | G  | N | P  | Bp | Bc | Diff |
| ---- | --------------------- | --- | -- | -- | - | -- | -- | -- | ---- |
| 1    | AEL Limassol          | 37  | 22 | 17 | 3 | 2  | 65 | 20 | +45  |
| 2    | Omonia Nicosie        | 33  | 22 | 15 | 3 | 4  | 50 | 28 | +22  |
| 3    | Pezoporikos Larnaca   | 30  | 22 | 13 | 4 | 5  | 46 | 19 | +27  |
| 4    | Apollon Limassol      | 29  | 22 | 12 | 5 | 5  | 48 | 26 | +22  |
| 5    | Anorthosis Famagouste | 23  | 22 | 9  | 5 | 8  | 48 | 35 | +13  |
| 6    | Alki Larnaca          | 22  | 22 | 10 | 2 | 10 | 56 | 50 | +6   |
| 7    | EPA Larnaca           | 20  | 22 | 7  | 6 | 9  | 42 | 36 | +6   |
| 8    | Nea Salamina          | 20  | 22 | 8  | 4 | 10 | 47 | 49 | -2   |
| 9    | APOEL Nicosie C       | 18  | 22 | 6  | 6 | 10 | 55 | 44 | +11  |
| 10   | ASIL Lysi P           | 16  | 22 | 7  | 2 | 13 | 31 | 58 | -27  |
| 11   | Aris Limassol         | 11  | 22 | 5  | 1 | 16 | 32 | 80 | -48  |
| 12   | AE Paphos             | 5   | 22 | 2  | 1 | 19 | 15 | 90 | -75  |

|  | Qualification pour la Coupe des clubs champions 1968-1969 Participation au championnat de Grèce de football 1968-1969 |
|  | Qualification pour la Coupe des Coupes 1968-1969                                                                      |
|  | Relégation directe en deuxième division                                                                               |
|  | T : Tenant du titre C : Vainqueur de la Coupe de Chypre P : Promu de deuxième division                                |

## Bilan de la saison
| Championnat de Chypre de football 1967-1968 |                         |
| Champion                                    | AEL Limassol (5e titre) |
| Coupes et trophées                          |                         |
| Vainqueur de la Coupe de Chypre 1967-1968   | APOEL Nicosie           |
| Vainqueur de la Supercoupe de Chypre        | Olympiakos Nicosie      |
| Qualifications continentales                |                         |
| Coupe des clubs champions 1968-1969         | AEL Limassol            |
| Coupe des Coupes 1968-1969                  | APOEL Nicosie           |
| Promotions et relégations                   |                         |
| Promus en Cypriot First Division            | Evagoras Paphos         |
| Relégués en Cypriot Second Division         | AE Paphos               |